# Damaeus bakeri
Damaeus bakeri är en kvalsterart som först beskrevs av Hammer 1952.  Damaeus bakeri ingår i släktet Damaeus och familjen Damaeidae. Inga underarter finns listade i Catalogue of Life.